# Chrześcijaństwo w Algierii

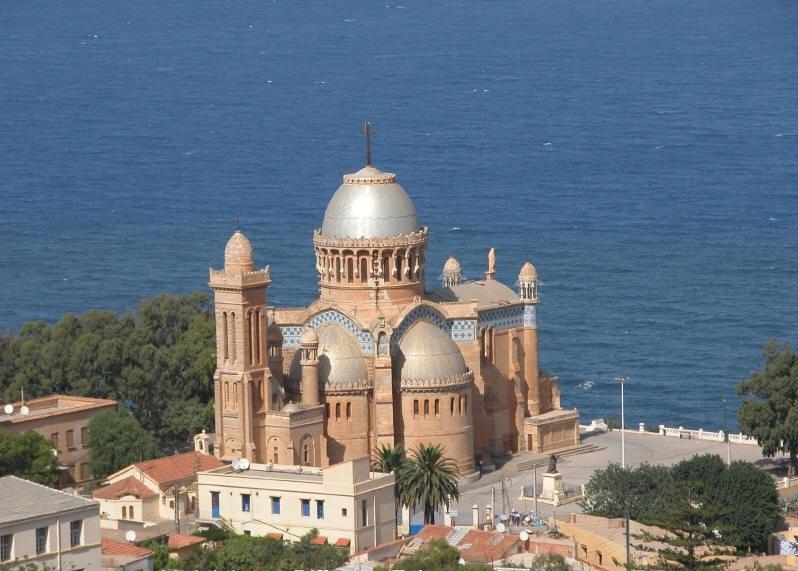
Bazylika Matki Boskiej Afrykańskiej w Algierze

Chrześcijaństwo w Algierii, podobnie jak w innych krajach Afryki Północnej, jest religią mniejszości wobec dominującego islamu. Posiada jednak bardzo starą i bogatą tradycję obecności na tych obszarach. Pojawiło się tu i przeżyło swój pierwszy rozkwit już w czasach imperium rzymskiego. Potem osłabło z powodu chaosu wywołanego najazdami Wandalów i sporami między katolikami a arianami. Ponowny okres rozkwitu przypada na początek VI wieku, kiedy to Afryka Północna, wraz z dzisiejszą Algierią, ponownie stała się częścią Imperium rzymskiego (Bizancjum). Nie trwał on jednak długo, gdyż już w VII stuleciu tereny te podbili Arabowie, a ich religia – islam – zaczęła wypierać chrześcijaństwo aż niemal całkowicie zanikło, ograniczając się do niektórych, nielicznych plemion berberyjskich. Ponowne ożywienie wiązało się z podporządkowaniem Algierii Francji i przybywającymi tu kolonistami i misjonarzami.
W dzisiejszych czasach Afryka Północna jest w przeważającej części muzułmańska. Islam jest religią państwową w takich krajach, jak Algieria, Libia, Maroko i Tunezja. Wyznawanie chrześcijaństwa jest dozwolone przez prawo, ale religia ta nie jest traktowana na równi z islamem i jej zwolenników spotykają czasami represje i ograniczenia – zarówno ze strony państwa, jak i społeczeństwa. Wrogość wobec chrześcijaństwa może być także powodowana przez fakt, iż jest ono postrzegane jako relikt czasów kolonialnych. Czasem dochodzi nawet do aktów przemocy i morderstw, jak na przykład w 1996, kiedy muzułmańscy terroryści zamordowali 7 mnichów (zabójstwo mnichów z Tibhirine) i 6 sióstr zakonnych. W tym samym roku zabity został także biskup Oranu Pierre Claverie. Przykładem restrykcji prawnych jest natomiast zakaz nawracania muzułmanów (pojawiają się jednak informacje, iż zakaz nie jest zbyt przestrzegany, a nielegalne akcje misyjne są prowadzone). Mimo to wspólnoty chrześcijańskie, powstałe głównie w czasach Algierii Francuskiej, istnieją i funkcjonują po dziś dzień, choć są nieliczne.
W Algierii chrześcijanie stanowią około 2% społeczeństwa (stan na 2009 rok). Według danych ONZ żyje tu około 45 tys. katolików i od 50 do 100 tys. protestantów. Spośród wszystkich krajów arabskich to w Algierii występuje największy wzrost liczby chrześcijan Jest to spowodowane przechodzeniem na chrześcijaństwo ludności berberskiej, pozostającej w konflikcie z arabskimi władzami. Według niektórych danych w zamieszkanej głównie przez Kabylów prowincji Tizi Wuzu chrześcijanie stanowią 5% mieszkańców. Wielu chrześcijan należy do tzw. „kościołów domowych”.
Organizacja Open Doors umieściła w 2019 roku Algierię na 17. miejscu w rankingu państw prześladujących chrześcijan.

## Historia

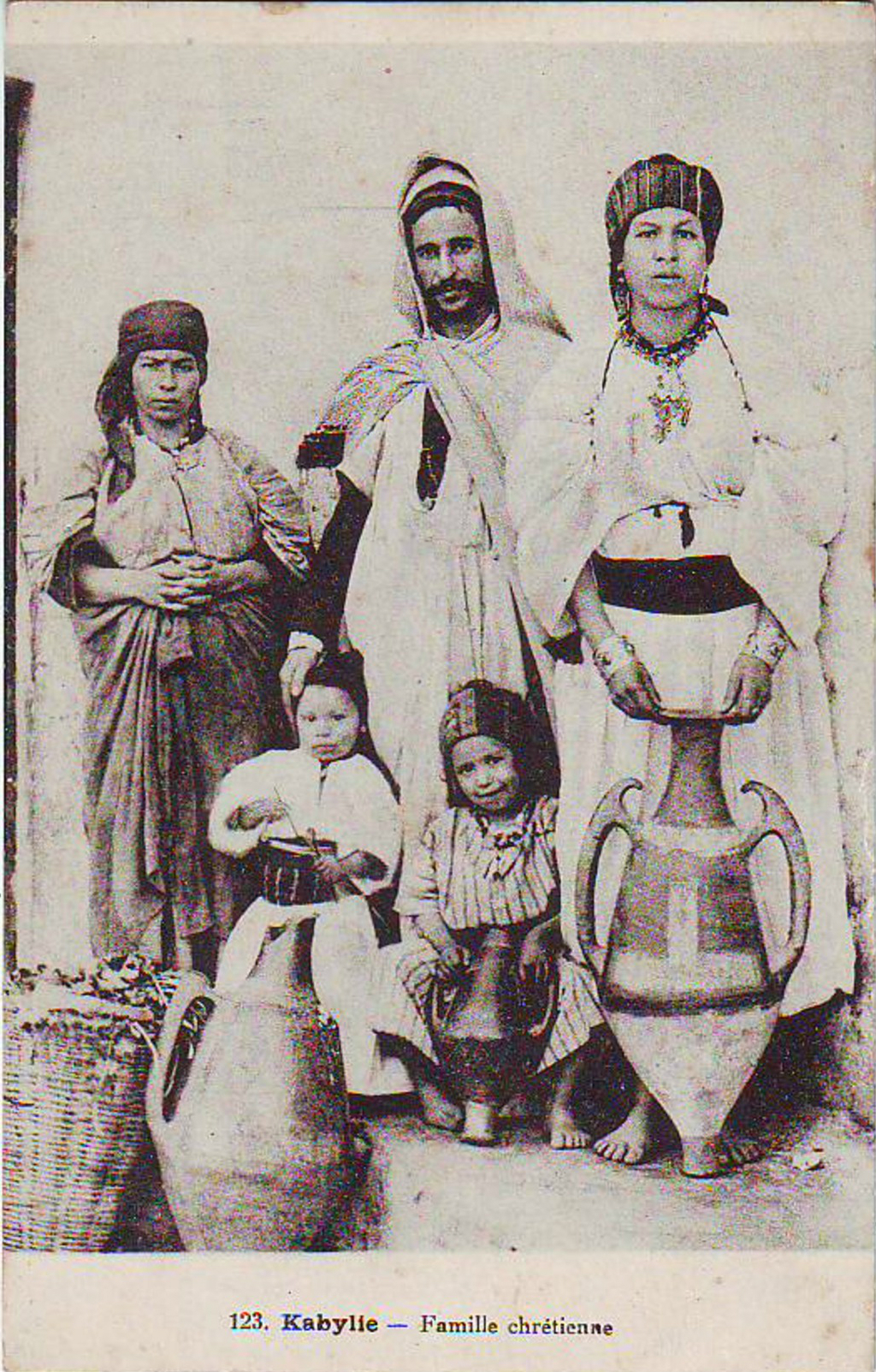
Chrześcijańska rodzina z Kabylii.

Historii chrześcijaństwa w Algierii nie da się rozpatrywać w oderwaniu od całego Maghrebu, gdyż ścisły podział na Maroko, Algierię, Tunezję i Libię miał miejsce dużo później, niż pojawienie się tam chrześcijaństwa. Większość istniejących tam biskupstw uznawała prymat Kartaginy i Rzymu, organizacja kościelna była więc w zasadzie jedna.

### Do podboju muzułmańskiego
Podobnie jak w większości innych terenów Imperium rzymskiego, pierwszymi chrześcijanami na terenie Afryki Północnej byli nawróceni Żydzi. Rozwój chrześcijaństwa zaczął się od miast portowych, gdzie kontakt z resztą Imperium był najczęstszy. Przybywali tu nawróceni na chrześcijaństwo marynarze, przywożąc ze sobą wieści o nowej religii. Również w miastach portowych żyła większość żydowskich kupców. Powstawały pierwsze gminny i kościoły, prowadzące bardzo prężną działalność misjonarską, więc chrześcijanie zaczęli pojawiać się w miastach w głębi lądu, a nawet w osadach leżących na skraju Sahary i w górach. Mimo prześladowań nowa religia zdobywała coraz więcej zwolenników. Należeli do nich zarówno Rzymianie, ludność zromanizowana, Żydzi, jak i autochtoni, czyli Berberowie. Ruch misyjny skupiony był wokół Kartaginy, leżącej na terenie dzisiejszej Tunezji, ale swoim zasięgiem obejmował także dzisiejszą Algierię. Nawrócony na chrześcijaństwo adwokat Quintus Septymiusz, żyjący za czasów Marka Aureliusza, tak opisywał sytuację w Afryce Północnej w II wieku:

Naszą wiarę wyznają tysiące osób – mężczyzn i kobiet, należących do wszystkich warstw społecznych. W każdym mieście więcej niż połowa ludności to chrześcijanie. Gdyby oni opuścili miasta, pozostałyby one puste. Narodziliśmy się dopiero wczoraj, a już wypełniamy całą ziemię; miasta, ich przedmieścia, wsie, daleko mieszkające szczepy, urzędy, senat, pałace, rynek, miejsca pracy; brak nas tylko w świątyniach.

Według badań historyków słowa te są przesadzone, ale ukazują proces konwersji, w wyniku którego chrześcijaństwo stało się dominującą religią w rzymskiej Afryce. Liczba jego zwolenników musiała być duża, skoro na synodzie w 220 roku pojawiło się siedemdziesięciu biskupów z Afryki Północno-Zachodniej. Z biegiem czasu tereny te przestały być peryferium w chrześcijańskim świecie. Wywodziło się stąd wielu świętych i teologów, ważnych dla całego chrześcijaństwa, na przykład Święty Augustyn z Hippony. Życie religijne rozkwitało, zakładano nowe kościoły, biskupstwa, przybywało wiernych. Toczono także istotne spory doktrynalne, które w IV wieku doprowadziły do narodzin donatyzmu i rozłamu wśród afrykańskich chrześcijan.
Donatyści nie uznawali jurysdykcji Rzymu i posiadali swoją własną organizację kościelną. Nie uznawali również władzy cesarskiej. Byli zwolennikami kościoła „ludzi doskonałych”, negowali ważność sakramentów, jeśli udzielający ich kapłan pozostawał w stanie grzechu, sprzeciwiali się również powrotowi do wspólnot ludzi, którzy wyrzekli się chrześcijaństwa w czasach prześladowań. Ich ruch, początkowo silny, osłabł na początku V wieku i po podboju arabskim niemal całkowicie zanikł.
Dalszy rozwój chrześcijaństwa na tym terenie zakłóciła nie tylko herezja donatystów, ale i podbój Afryki Północnej w 429 roku przez Wandalów, którzy wyznawali arianizm. Większość ziem przez nich zajętych to tereny dzisiejszej Tunezji, ale ich polityka odbijała się także na chrześcijanach w dzisiejszej Algierii, którzy uznawali prymat Kartaginy. Wandalscy władcy popierali ariańską doktrynę i własny kościół, czasami posuwając się nawet do prześladowań kościoła katolickiego. Ostatecznie ich państwo zostało zniszczone przez Belizariusza w trakcie kampanii trwającej od 533 do 544 roku. Tereny Afryki Północnej zostały ponownie poddane władzy Cesarstwa Rzymskiego i katolicyzm odzyskał swoją pozycję. Nie cieszył się nią jednak zbyt długo, gdyż w VIII wieku całe śródziemnomorskie wybrzeże Afryki znalazło się w rękach Arabów wyznających islam, który z czasem zdominował tu chrześcijaństwo.

### Od podboju arabskiego do XIX wieku

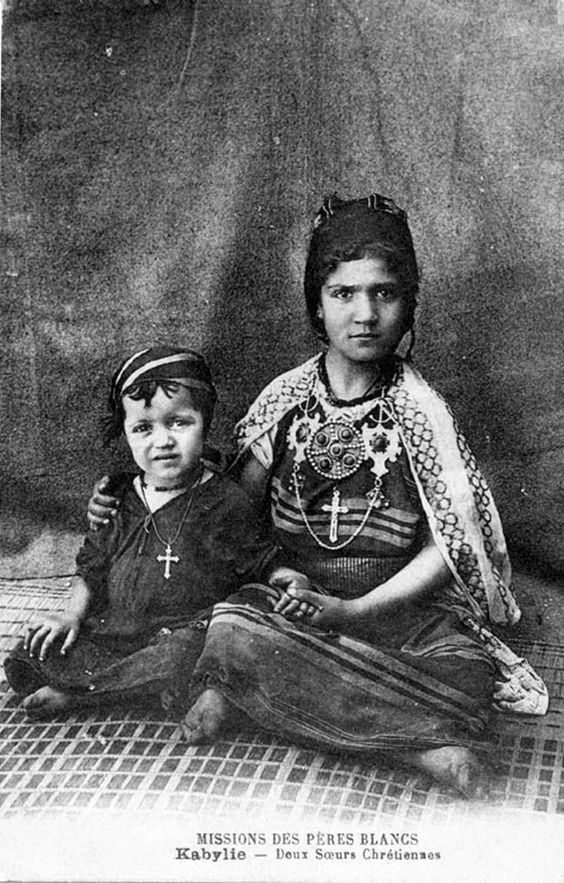
Dwie chrześcijańskie siostry z Kabylii.

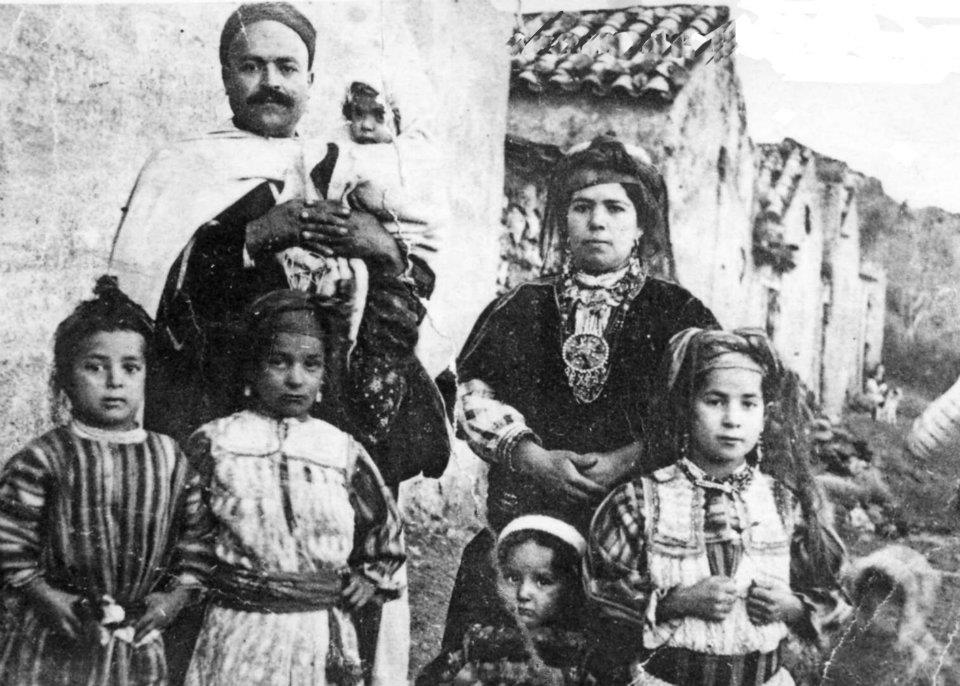
Chrześcijańska rodzina z Kabylii.

Wbrew powszechnym opiniom islamizacja nie była natychmiastowa i jeszcze długo po podboju muzułmańskim wielu mieszkańców współczesnej Algierii trwało przy chrześcijaństwie i rdzennych kultach. Faktem jest, że islam czynił tu szybkie postępy, których przyczyną były najprawdopodobniej podziały między katolikami, arianami i donatystami oraz brak silnej tradycji monastycznej, która, jak się uważa, pozwoliła przetrwać kościołowi koptyjskiemu w Egipcie. Mimo to chrześcijaństwo na tych terenach utrzymywało się nawet do X wieku, o czym świadczą zapiski o pielgrzymkach na groby świętych czy o kontaktach z Mozarabami z Al-Andalus. Niemal całkowita islamizacja dokonała się za czasów Almohadów i Almorawidów, którzy zarządzali masowe konwersje chrześcijan na islam, a mimo to jeszcze w XII wieku pojawiają się wzmianki o wspólnotach żyjących w Środkowej Algierii. Islam ostatecznie zwyciężył w XIII wieku, a chrześcijaństwo jeśli przetrwało, to w pojedynczych osadach berberskich.

### XIX wiek i kolonizacja francuska
Ponowne pojawienie się zorganizowanych struktur kościelnych w Algierii miało miejsce zaraz po podboju tych terenów przez Francję. W 1838 roku powstała w Algierze pierwsza diecezja katolicka. Chrześcijanami byli przede wszystkim przybywający do Algierii Europejczycy, ale pojawiły się również przypadki nawróceń. Wprawdzie działalność misyjna była oficjalnie zakazana, co jednak nie znaczy, że nie było jej w ogóle. Celem utworzonych w Algierii misji miała być edukacja oraz pomoc ubogim i potrzebującym. Zdarzało się jednak, że blisko związani z kolonizatorami miejscowi przyjmowali chrześcijaństwo. Napływ Europejczyków, zwanych „Czarnymi Stopami” i nieliczne nawrócenia wśród miejscowych, spowodował odrodzenie się katolicyzmu w Algierii. W szczytowym okresie jego rozwoju miał on około miliona wyznawców.

## Katolicyzm dzisiaj
Po wygranej przez Front Wyzwolenia Narodowego wojnie algierskiej zaczęła się masowa ucieczka Europejczyków do Francji i liczba katolików znacznie spadła. W latach 80. XX wieku wynosiła już tylko 45 tys. osób.
Współcześnie Algieria posiada trzy biskupstwa i jedno arcybiskupstwo. Arcybiskup rezyduje w Algierze i podlega mu dwóch biskupów z Konstantyny i Oranu. Biskupstwo Al-Aghwat podlega bezpośrednio Stolicy Apostolskiej.

## Protestantyzm dzisiaj
Liczba protestantów w Algierii wynosi od 50 do 100 tys. osób. Są to w dużej części odstępcy od islamu, dlatego też wielu praktykuje swoją wiarę w ukryciu, obawiając się prześladowań czy represji. Nie spotykają się w świątyniach i nie należą do zarejestrowanych kościołów, tylko praktykują w prywatnych domach. Większość nawróconych muzułmanów to osoby biedne, dla których chrześcijaństwo jest szansą na zrozumienie, otrzymanie pomocy czy nawet wyjazd za granicę.
Państwo stara się kontrolować misje i zezwala im tylko na działalność dobroczynną, a próby nawracania są surowo zakazane – od 2006 roku grozi za to kara pozbawienia wolności od 5 lat wzwyż. Mimo to działalność misyjna prowadzona jest potajemnie i bardzo ciężko ją wykryć, gdyż wielu misjonarzy to osoby prywatne, nie funkcjonujące w ramach żadnej organizacji. Minister Spraw Religijnych określił działalność protestantów jako „niebezpieczną”.
Największe znane denominacje to Protestancki Kościół Algierii (4175 wiernych) i Zbory Boże (2500 wiernych). Z ruchem charyzmatycznym jest związane ponad 30 tysięcy mieszkańców Algierii.

## Prawosławie
Liczbę prawosławnych szacuje się na 0,01% mieszkańców kraju.